# Église des Trois-Saints-Docteurs

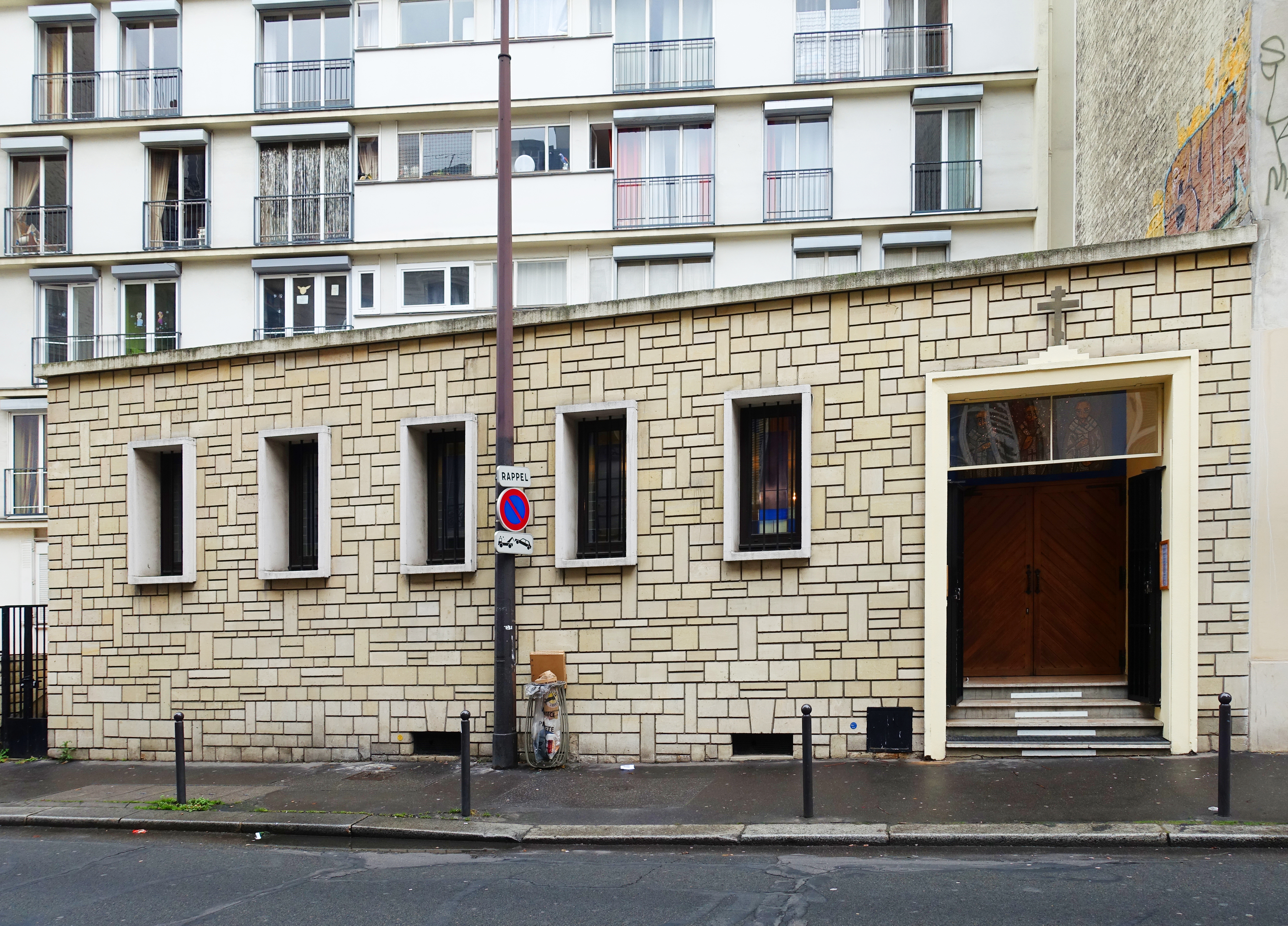
Die Kathedrale Trois-Saints-Docteurs in Paris (Gebäude von 1958; Photographie 2017)

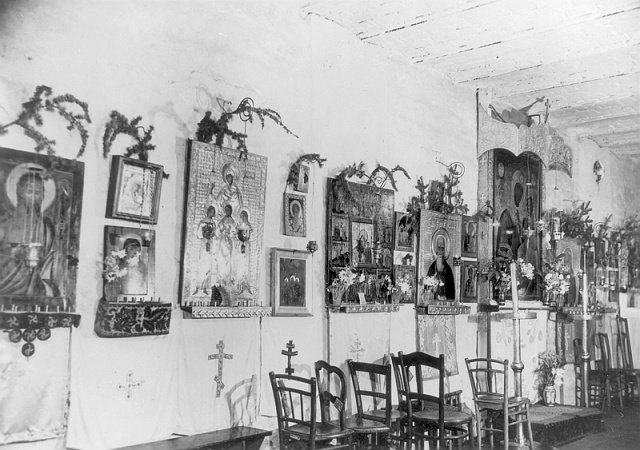
Innenansicht des alten Kirchenraumes (1931 bis 1958); die Iwerskaja-Ikone ist als größte Ikone (rechts im Bild) sichtbar.

Die Église des Trois-Saints-Docteurs (Drei-Hierarchen-Kirche) in Paris ist eine Kirche der Russisch-Orthodoxen Kirche (Moskauer Patriarchat), von 1960 bis zur Einweihung der Dreifaltigkeitskathedrale im Dezember 2016 war sie der Bischofssitz der Diözese von Korsun (die Diözese der russisch-orthodoxen Gemeinden in Frankreich und der Schweiz).
Die Gemeinde Trois-Saints-Docteurs (Drei Heilige Hierarchen) wurde 1931 gegründet,
als Eulogius (Georgijewski) (1868–1946), Metropolit und „Direktor der russischen Kirchen in Westeuropa“, als Reaktion auf
die sowjetische Kirchenverfolgung seine Eparchie dem Ökumenischen Patriarchat von Konstantinopel unterstellte. Die Gläubigen, die beim Moskauer Patriarchat blieben, gründeten die Gemeinde mit einer improvisierten Kirche im Keller einer ehemaligen Fahrrad-Manufaktur im 15. Arrondissement.
Der Hauptaltar war den Drei Hierarchen (Basilius der Große, Gregor der Theologe, Johannes Chrysostomos) geweiht, der Nebenaltar Tichon von Sadonsk.
1945 kam es unter Eulogius’ Führung zu einer kurzzeitigen Wiedervereinigung, nach seinem Tod 1946 kehrte der Großteil der Eparchie mit der Alexander-Newski-Kathedrale wieder zur konstantinopolitanischen Jurisdiktion zurück (seit 1971 als „Erzbistum der orthodoxen Gemeinden russischer Tradition in Westeuropa“ der griechisch-orthodoxen Metropolie in Frankreich unterstellt).
Das Gebäude, in dem sich die Kirche befand, wurde 1958 abgerissen. Die Gemeinde bemühte sich um ein Lokal im Neubau an derselben Adresse. Die Bauherrschaft verlangte dabei, dass das Gebäude von außen nicht als Kirche erkennbar sein dürfe. In den Bauplänen war die Kirche als Ladenlokal eingezeichnet.
Die Diözese von Korsun des Moskauer Patriarchats wurde 1960 gegründet. Seit diesem Zeitpunkt war die Drei-Hierarchen-Kirche Bischofssitz dieser Diözese; sie wurde als einziger französischer Standort einer Gemeinde unter der Jurisdiktion des Moskauer Patriarchats trotz ihrer sehr bescheidenen Erscheinung als Kathedrale deklariert. Der erste Bischof der Diözese war Nikolaj (Jerjomin) (1960–1963);
weitere Bischöfe, die hier ihren Sitz hatten, waren: Pierre (L’Huillier) (1968–1979), Walentin (Mischtschuk) (1990–1992), Gurij (Schalimow) (1993–1999), Innokentij (Wassiljew) (1999–2010) und Nestor (Sirotenko) (2010–2016).
Auch nach der Einweihung der neuen Kathedrale 2016 wurde der Drei-Hierarchen-Kirche der Titel einer Kathedrale nicht aberkannt.
Die Kirche beherbergt eine Ikone der Gottesmutter von der Pforte (Иверская, Iwerskaja).
Es handelt sich dabei um eine Kopie, datiert auf etwa 1758, der Moskauer Iwerskaja (ihrerseits eine Kopie des griechischen Originals aus dem 10. Jahrhundert), die seit etwa 1669 in einer Kapelle beim Auferstehungstor verehrt wurde.
Das Original wurde 1812 vor dem Franzoseneinfall aus Moskau entfernt und durch die Kopie ersetzt. Diese Kopie wurde dann von den Franzosen geraubt und offenbar nach Frankreich gebracht. Die geraubte Ikone wurde 1852 durch eine weitere Kopie ersetzt, die 1929 von den Bolschewisten zerstört wurde. Kurz danach, 1930, entdeckte ein russischer Emigrant die mutmaßlich im napoleonischen Feldzug geraubte Ikone in einem Pariser Antiquitätengeschäft. Die russische Exilgemeinde wollte diese Ikone unbedingt zurückkaufen, brachte aber den verlangten Kaufpreis von 25.000 Francs nicht auf. Schließlich erhielt
Bischof Benjamin (Fedtschenkow), der von 1929 bis 1931 als Dozent am Institut Saint-Serge in Paris weilte, die Ikone auf sein Ehrenwort, das Geld zusammenzutragen, und brachte den Betrag schließlich durch eine Sammlung in der Exilgemeinde auf.